# Флейшер, Макс (аниматор)
Макс Флейшер (в польском языке Майер Флейшер; пол. Majer Fleischer; англ. Max Fleischer; 19 июля 1883 — 11 сентября, 1972) — польский и американский аниматор, изобретатель, режиссёр и продюсер.
Флейшер был одним из пионеров анимации и возглавлял компанию Fleischer Studios. Благодаря ему на экранах появились такие персонажи, как Бетти Буп, клоун Коко, моряк Попай и Супермен. Он также внедрил в анимации несколько инновационных технологий, в том числе «ротоскоп» и синхронизированный с анимацией звук (за два года до Уолта Диснея).
Первый реальный конкурент Диснея, Флейшер выпустил несколько полнометражных фильмов, но оказался заложником контракта с компанией Paramount и потерял студию и все права на свои изобретения и мультфильмы. Так до конца и не оправившись от удара, он продолжил работу в анимации, но прежнего успеха достичь не сумел, потерял всё состояние и окончил жизнь в элитном доме престарелых для работников киноиндустрии. Флейшеру удалось вернуть права на Бетти Буп, однако распорядиться ими с прибылью смогли только его наследники.

## Ранние годы
Макс Флейшер родился в Кракове, в то время принадлежавшем Австро-Венгрии, в семье евреев-ашкенази. Он был вторым ребёнком в семье Уильяма и Амелии Флейшеров, на год младше брата Чарли. В 1886 году Уильям Флейшер, австрийский портной и скрипач, эмигрировал в США. Через год, в 1887 году, на борту SS Rotterdam в Нью-Йорк прибыли его жена и дети.
После нескольких переездов Флейшеры обосновались в Браунсвилле, районе Бруклина, по адресу Пауэлл-стрит, 98 (где обосновалась еврейская диаспора). Здесь родились ещё четыре ребёнка: сыновья Джо, Луис, Дейв и дочь Этель. Отец открыл на Манхэттене ателье, в конце концов обосновавшееся по адресу 46-я Западная улица, 69 (в настоящее время здесь находится Центр Рокфеллера. Ателье специализировалось на пошиве женской одежды для верховой езды. Среди клиентов Уильяма Флейшера были Рокфеллеры, Вандербильты, Асторы и другие богачи.
Талант изобретателя Максу Флейшеру передался от отца. В своей работе Уильям Флейшер сделал несколько находок, облегчившим жизнь не только ему, но и другим людям. Например, он придумал съёмные пуговицы для полицейского мундира, которые можно было полировать, не боясь испачкать ткань; а чтобы точно отмерить высоту подола юбки, Флейшер использовал спринцовку, подвижно укреплённую на вертикальном стержне и заполненную мелом.
Макс окончил муниципальную школу, и в 14 лет поступил в Вечернюю школу механики и торговли (по-видимому, днём он где-то подрабатывал), где отучился год. В 1898-99 годах он был студентом колледжа Art Students League, где одним из его преподавателей был Джордж Бриджман. В 1900 году Макс поступил в колледж Купер-Юнион, где продолжил обучение рисунку. Это был год переписи населения, и на вопрос о своей профессии семнадцатилетний Макс уверенно ответил — художник. В том же 1900 году Флейшеры переехали на Манхэттен по адресу 57-я Восточная улица, 211. Переезд был вызван тем, что прежнее место жительство оказалось слишком далеко от ателье отца, причём по пути нужно было пересекать реку на пароме.
Свою первую работу по выбранной профессии Макс нашёл сам. Он пришёл в газету Brooklyn Daily Eagle и встретился с главой художественного отдела Гербертом Арделлом (англ. Herbert S. Ardell) и предложил платить по 2 доллара в неделю за право смотреть, как работают художники. Арделл умел распознавать талант, и сделал встречное предложение: стать рассыльным в отделе за те же 2 доллара в неделю. На работе курьера Флейшер не задержался: вскоре он стал копировщиком, затем — ретушёром, и после — штатным фотографом Brooklyn Daily Eagle, овладев навыками работы с фототехникой.

## Изобретение ротоскопа
Мультфильмы в то время не были редкостью, но качество анимации оставалось весьма посредственным. Вальдемар Клемпфферт, увидев однажды один из таких фильмов, был крайне разочарован и сказал Максу: «Ты умный парень, художник, разбираешься в механике, механизмах и фотографии, у тебя научный склад ума. Кому как не тебе следует придумать способ сделать мультфильмы лучше, плавнее и реалистичнее». Макса уже посещала эта мысль, но слова Клемпферта превратили её в оформившуюся цель.
После раздумий, Макс пришёл к выводу, что реалистичную анимацию можно сделать, если перевести на бумагу движения реальных актёров. Так родилось устройство, названное им «ротоскоп» и запатентованное в 1915 году. Его суть заключалась в покадровом проецировании фильма на стекло, на которое наложена бумага, обрисовке фигур и их повторной съёмке.
За помощью в создании действующего прототипа и съёмках демонстрационного фильма Макс обратился к братьям Джо и Дейву. Деньги и место для экспериментов нашлись у Эсси, предоставившей свои сбережения и жилую комнату своей с Максом квартиры. Дейв надел контрастный костюм клоуна и выполнил несколько движений перед камерой. Затем начался долгий процесс покадровой перерисовки и повторной съёмки. При этом оказалось, что затвор камеры Макса не был способен снимать по одному кадру, и выдержку приходилось задавать вручную, на долю секунды снимая крышку с объектива. Всего для первого одноминутного мультфильма было нарисовано 2600 кадров, а весь процесс занял около года.
Демонстрационный фильм Макс показал одному из прокатчиков. Качество анимации нареканий не вызвало, но годовой срок производства фильма оказался неприемлемым. Чтобы получать прибыль с мультфильмов, их нужно было выпускать не реже, чем раз в месяц, а этого использованная технология никак не позволяла. Флейшер продолжал демонстрировать свой фильм разным кинокомпаниям, но ни одна не желала использовать его изобретение.
В конце концов, Макс оказался в приёмной Адольфа Цукера, президента компании Paramount Pictures. Здесь он встретил Джона Рэндолфа Брея, который, уволившись из Brooklyn Daily Eagle через год после Макса, основал компанию Bray Studios и сделал её лидером мультипликационной индустрии. Узнав, что здесь делает Макс, он пригласил его к себе на студию на следующий день.
Брэй владел запатентованной технологией производства мультфильмов, в которой вместо листов бумаги использовалась целлулоидная плёнка. Это многократно ускоряло процесс, так как не было необходимости каждый раз перерисовывать неподвижный фон. Брэй оценил изобретение Флейшера и заключил с ним эксклюзивный контракт, предоставив в пользование свою технологию. Макс обязался ежемесячно выпускать мультфильмы с участием клоуна для киножурнала Paramount Pictograph. Сериал получил название Out of Inkwell.
16 апреля 1916 года США вступили в Первую мировую войну. Bray Studios уже имела государственные контракты на создание обучающих фильмов, и в условиях военного времени была готова начать производство для Армии США. Хотя Макс Флейшер не подлежал призыву как женатый отец двоих детей, Брэй фактически направил его вместо себя на службу в Форт-Силл (англ. Fort Sill), Оклахома. Здесь, вместе с другим работником Брэя, Джеком Левенталем, он выпустил первые в истории тренировочные фильмы. Они покрывали десятки тем, начиная от чтения карт и заканчивая подводным минированием, и во всех активно использовалась анимация.
После демобилизации Флейшер вернулся в Bray Studios. К работе над сериалом Out of Inkwell он привлёк своего брата Дейва, который до этого занимал должность монтажёра и редактора в кинокомпании Pathé, а во время войны работал на Военное министерство США редактором фильмов в Армейском медицинском музее (англ. National Museum of Health and Medicine).
Создавая новые мультфильмы с использованием ротоскопа, Макс решил усложнить задачу: это должны быть не просто реалистичная анимация, а взаимодействие рисованных персонажей и живых актёров. Главного героя — клоуна — по-прежнему играл Дейв, а в роли его соперника-художника решил выступить сам Макс. Первый мультфильм сериала Out of Inkwell вышел 19 апреля 1919 года и сразу же снискал всеобщую любовь. Зрители были в восторге, критики не скупились на похвалы.
Успех сериала был так велик, что Брэй сделал Флейшера своим партнёром. Появление ротоскопа превратило мультфильмы в самостоятельный жанр, который рекламировался кинотеатрами, имел свою нишу и своего зрителя, требовавшего всё новых и новых рисованных историй. Конкуренты пытались копировать стиль Флейшера, но безуспешно: неповторимый юмор, сюрреалистичная анимация в сочетании с реальными съёмками и ротоскопирование оставались его фирменной маркой.

## Out of the Inkwell
В конце 1919 года Брэй решил сменить распространителя своих фильмов с Paramount Pictures на Goldwyn Pictures. Новый контракт обещал принести значительную по тем временам сумму — 1,5 миллиона долларов. Но обязательства, которые Брэй брал на себя, были невыполнимы: снять 156 катушек мультфильмов в течение года. Силами собственной студии, в том числе при участии Флейшера, удалось выпустить 28 катушек. Остальное пришлось закупать у крупнейшего конкурента — компании Hearst’s International Film Service. Но эти фильмы оказались хуже по качеству и не принесли ожидаемый доход.
В 1921 году Goldwyn и Bray Studios решили разорвать контракт, задолжав огромные деньги Hearst Corporation. Работники покидали Bray Studios, их примеру последовали и Макс с Дейвом. Флейшеры основали собственную студию, назвав её Out of the Inkwell, Inc.. Предположительно, стартовый капитал для новой компании предоставила Маргарет Уинклер, с которой Флейшер заключил соглашение, либо Макс использовал имевшиеся сбережения.
Макс арендовал подвал на Манхэттене и оборудовал его для производства мультфильмов. Непременной частью обстановки стал ротоскоп. Дейв привел в компанию первого сотрудника — своего сослуживца во время войны, Чарли Шелтера. Благодаря популярности сериала Out of the Inkwell, отбоя в желающих работать над новыми мультфильмами не было. Практически сразу штат вырос до девяти человек, а компания переехала в более просторное помещение по адресу 45-я Восточная улица, 129.
Но это было только начало. Уже в ноябре 1921 года на студии работало 19 аниматоров, и в конце месяца компания заняла целый этаж в доме 1600 на Бродвее. Через некоторое время и седьмой этаж был арендован Флейшером, а компания, сменив название на Out of the Inkwell Films, Inc. и увеличив число работников до 165, превратилась в крупнейшую в Нью-Йорке студию мультипликации.
Помимо сторонних аниматоров, Макс Флейшер привлёк к работе своих братьев: Дейв стал режиссёром мультфильмов, Чарли — главным инженером, Джо возглавил электриков, а Лу занялся музыкой. Братья работали слаженно, и студия процветала — по крайней мере, в первые годы. Сам Макс к середине 1920-х годов отошёл от непосредственной работы над фильмами, полностью погрузившись в вопросы бизнеса. В титрах к мультфильмам он упоминался как продюсер.
В 1923 году произошло ещё одно значимое событие: доселе безымянный герой сериала Out of the Inkwell обрел, наконец, идентичность. Ему придумали имя — клоун Коко (англ. Koko the Clown). Мультфильмы с Коко продолжали радовать неиссякаемым потоком шуток (главным образом, благодаря фантазии и чувству юмора Дейва Флейшера) и постоянно меняющимися вступлениями: клоун мог появляться по частям, сам себя раскрашивать и даже рисовать вокруг себя реальный мир вместе с Максом.
Особенностью студии Флейшера являлся либеральный стиль руководства: аниматоры были предоставлены практически сами себе, только Дейв, отвечавший за наполнение мультфильмов, то здесь, то там требовал добавлять гэги. Серии представляли собой набор комических ситуаций, не имевших сильной сюжетной связи и ровных переходов от эпизода к эпизоду. Юмор был прост и местами даже груб. Но публике это нравилось.
Помимо ротоскопирования и целлулоидных плёнок, для изготовления мультфильмов студия Флейшера использовала метод, изобретённый Раулем Барром (англ. Raoul Barré): несколько ключевых изображений рисовалось на бумаге, затем листы разрезались на части, из которых собирались новые картинки. Чтобы скрыть линии соединения или перехлёста, съёмка велась на контрастную плёнку, на которой оставались только яркие линии обводки и сплошное заполнение чёрным цветом. Дэвид Хюмер, занимавшийся обводкой контуров, утверждает, что именно тогда, увидев объём работы, выполняемой контуровщиком, Флейшер решил назначить ему помощника, который бы обводил промежуточные фазы — то есть стал бы художником-фазовщиком. Эта профессия впоследствии стала одной из востребованных в расширяющейся индустрии мультипликации.
Обретя финансовую уверенность, Флейшер решился на несколько экспериментальных проектов. Первой работой стал часовой научно-популярный фильм, объяснявший Теорию относительности Альберта Эйнштейна. В качестве консультантов выступили профессор Гарретт П. Сервисс и несколько ассистентов Эйнштейна. Имея опыт создания обучающих фильмов, Флейшер смог просто объяснить сложное, хотя анимации для этого понадобилось самый минимум.
Вторая работа была посвящена Теорию эволюции Чарльза Дарвина. Её Флейшер создал в сотрудничестве с Американским музеем естественной истории. Анимация снова играла второстепенную роль, но фильм оказался весьма злободневным, так как в то же самое время в Теннеси проходил суд, получивший название «Обезьяний процесс» и связанный с противостоянием антидарвинистам.
В 1924 году на студии Флейшера начали выпуск фильмов из серии Song Car-Tunes. Эти мультфильмы предлагали зрителям петь вместе с героями на экране (музыку исполняли музыканты в зале). Чтобы подсказывать слова, Макс и Дейв придумали прыгающий мячик, который скакал над тем словом, которое должно было звучать в данный момент. Макс утверждал, что автором идеи был он — сходный указатель он изобрёл для армейских тренировочных фильмов. Сама идея петь в кинотеатре была не нова, но Флейшеры с помощью анимированных персонажей создали особую атмосферу, которая так понравилась зрителям, что на первом сеансе мультфильма «Oh, Mabel» киномеханик по требованию зала запустил ленту повторно.
А в апреле 1926 года в этой серии вышел мультфильм My Old Kentucky Home с синхронизированным звуком. Это стало возможным благодаря сотрудничеству Флейшера с изобретателем Ли де Форестом, которого Максу представил известный антрепренёр Хьюго Ризенфельд. Как ни странно, публика отнеслась прохладно к новинке, и звуковой революции в мультипликации пришлось ждать до появления в ноябре 1928 года «Пароходика Вилли», созданного студией Уолта Диснея .

## Red Seal Pictures
Несколько лет студия Флейшера распространяла свои мультфильмы через независимых прокатчиков, но затем, в 1923 году, Флейшер совместно с Эдвином Майлзом Фейдиманом создал собственную сеть распространения Red Seal Pictures. В неё входило 36 кинотеатров на Восточном побережье. Помимо мультфильмов, кинотеатры демонстрировали и обычное кино, частью снятое на студии Флейшера (например, комедийный сериал Carrie of the Chorus, в котором главную мужскую роль сыграл Рэй Болджер, а второстепенную роль получила Рут, дочь Флейшера), а частью — приобретённое на стороне. К сожалению, качество сторонних фильмов было посредственным, Red Seal Pictures понесла убытки и вместе с Out of the Inkwell Films в 1927 году оказалась на грани банкротства.
В этот момент перед Флейшером предстал Альфред Вейсс. Этот бизнесмен предложил спасти компании и получил согласие. Вейсс занял должности президента в обеих фирмах, переименовал студию в Inkwell Studios, а сериал Out of the Inkwell в Inkwell Imps. Своё имя он поставил в титры на первое место. За счет репутации Макса Флейшера Вейсс заключил соглашение с Paramount Pictures, получил кредит и продолжил выпуск мультфильмов. Но Макс и Дейв не пожелали работать в компании на таких условия и уволились. После этого Вейсс также потерял интерес к компаниям, объявил о банкротстве и испарился.
Макс и Дейв остались практически без средств: они не могли нанять художников, не могли арендовать помещение, чтобы продолжить работу. Их спас Фрэнк Голдман, владелец кинолаборатории Carpenter-Goldman на Лонг-Айленде, бесплатно предоставивший свои площади в бессрочное пользование. Именно здесь вскоре возобновился выпуск мультфильмов Флейшера.

## Fleischer Studios
В начале апреля 1929 года Макс Флейшер основал новую компанию — Fleischer Studios. Контракт с Paramount, который заключил Вейсс, остался в силе, благодаря чему студия смогла сразу запустить в работу продолжение сериала Song Car-Tunes, теперь под названием Screen Songs. Клоун Ко-Ко и «прыгающий мячик» были зарегистрированы на Макса, что предупредило возможные проблемы с интеллектуальной собственностью, однако для получения финансовой помощи Флейшер был вынужден передать все права на свои новые мультфильмы Paramount.
К концу 1929 года Fleischer Studios вернулась в прежние помещения на Бродвее. К братьям Максу и Дейву снова присоединился Лу, как и раньше возглавивший музыкальную редакцию. Теперь музыка стала одной из важнейших составляющих успеха, и Лу Флейшер превратился в одного из самых занятых людей на студии.
Но Флейшеру было мало того, что его мультфильмы стали звуковыми: музыку и шум успешно воспроизводили и другие студии, а Макс решил сделать своих персонажей по-настоящему говорящими. Так появилась идея сериала Talkartoons. Paramount восприняла новинку с энтузиазмом и обеспечила ей широкую рекламу. Кроме прочего, сериал принёс дополнительные деньги за счет создания заказных серий: Paramount использовала свои кинотеатры в качестве рекламной площадки, а демонстрировались в них созданные Максом Флейшером музыкальные мультфильмы, посвящённые коммерческим продуктам: чистящим средствам Lysol, автомобилям Oldsmobile и индийскому чаю. Дважды рекламу заказывала Texaco. Следует заметить, что утилитарный характер мультфильмов никак не сказался на их качестве: студия выполнила работу на том же высоком уровне, что и другие мультфильмы.
Но пока Флейшер восстанавливался после неудач, Уолт Дисней представил миру своего мышонка Микки, и индустрия анимации навсегда изменилась. Fleischer Studios поддалась общей тенденции брать пример с Диснея, хотя и оставалась одной из немногих, кто продолжал отстаивать право на собственный путь. Флейшер отказался от прежней традиции — сочетать анимацию и реальные съёмки, и сделал Talkartoons полностью рисованным сериалом. Изменилась и технология: окончательно было внедрено использование целлулоидных плёнок и художникам стали доступны все оттенки серого цвета. Но в части сюжета всё оставалось по-прежнему: мультфильмы строились на основе каскада гэгов, сюжетная линия имела только схематичное обозначение, а отдельные эпизоды могли неожиданно разветвляться, а затем также неожиданно обрываться, не придя к кульминации.
Обновление закрепилось введением нового персонажа вместо клоуна Ко-Ко — на экранах появился пёс Бимбо, названный в честь домашнего питомца сына Флейшера. Совершенно не похожий на Микки Мауса, что было исключением в то время, он не смог завоевать сходную популярность. Одной из причин было отсутствие у него романтического увлечения, и Флейшер это упущение исправил.

## Бетти Буп
9 августа 1930 года, в шестом мультфильме сериала Talkartoons, Макс Флейшер представил публике антропоморфную собаку-девушку с круглыми как блюдце глазами, несоразмерным задом и стройными женскими ножками (собачья сущность должна была привлечь внимание её партнёра по мультфильму — Бимбо). Несмотря на свою первоначальную уродливость, она пришлась по душе Paramount, и Флейшер получил заказ на продолжение сериала с новой героиней. Благодаря усилиям Грима Нэтвика, одного из немногих аниматоров, имевших опыт реалистической живописи, к следующему году персонаж обрёл человеческую форму и превратился в сексапильную девушку, получившую имя Бетти Буп. Полностью затмив Бимбо, она стала звездой сериала Talkartoons, который вскоре был переименован в честь неё.
Бетти Буп стала мультипликационным воплощением своей эпохи — эпохи джаза. В сериале Betty Boop со своими композициями выступали ведущие джазовые исполнители: Кэб Кэллоуэй, Луи Армстронг, Этель Мерман, Руди Вэлли. А благодаря ротоскопу Кэб Кэллоуэй даже подарил свою уникальную манеру движения анимированным персонажам. Появление на экране чернокожих музыкантов было дерзким шагом для своего времени, когда общепринятыми были карикатурные образы негров, а в южных штатах из фильмов даже вырезали сцены с их участием.
Популярность Бетти Буп имела мировые масштабы — в этом она сравнилась даже с Микки Маусом. Но в отличие от мышонка Диснея, её образ, как и полные странных превращений, сюрреализма и грубого юмора мультфильмы Флейшера, был рассчитан на взрослую аудиторию. Эти мультфильмы стали первыми, где поднимались вопросы секса. Бетти могла флиртовать, её часто домогались, но при этом она сохраняла чистоту и невинность. Во многом этому способствовала Мэй Квестел (англ. Mae Questel), чей голос, после долгих поисков, навсегда закрепился за Бетти Буп.
В 1932—1934 годах Бетти Буп стала предметом судебных разбирательств между Fleischer Studios и Paramount с одной стороны, и популярной певицей Хелен Кейн с другой. Подав иск на 250 000 долларов, Кейн утверждала, что персонаж Бетти Буп был основан на её образе и песнях. Хотя это нашло подтверждение, суд решил дело в пользу Флейшера, установив, что образ самой Кейн не был оригинален, как и слова её песни «I Wanna Be Loved by You», вокруг которых и развернулись споры.
Закат популярности Бетти Буп пришёлся на конец 1930-х годов. Этому способствовало два события: киноиндустрия приняла Кодекс Хейса, а на смену джазу пришёл свинг. Новые моральные принципы заставили изменить внешний вид героини, лишив её откровенной сексуальности. Глубокое декольте и короткая юбка остались в прошлом, вместо ветреной и легкомысленной дурочки перед публикой предстала скромная девушка, любящая животных и поющая блюзы о домашней работе. Неудивительно, что вскоре она оказалась на вторых ролях в собственном сериале.
Тем не менее, Бетти Буп осталась самым популярным персонажем, созданным Максом Флейшером, а напоследок успела передать эстафету ещё более успешному мультипликационному герою.

## Моряк Попай
Популярный комикс «Thimble Theatre», публиковавшийся с 1919 года, стал предметом пристального внимания Макса Флейшера в самом начале 1930-х годов, когда его автор, Элзи Сегар, ввёл в сюжет нового персонажа — моряка Попая. 17 ноября 1932 года Макс подписал контракт с King Features Syndicate, владельцем прав на комикс, получив возможность сделать Попая персонажем мультфильмов. 14 июля 1933 года на экране кинотеатра Paramount на Манхэттене появился очередной мультфильм из серии Betty Boop под названием Popeye the Sailor. По сути это был пилотный выпуск нового сериала. Успешный дебют Попая принёс Fleischer Studios 500 долларов и заказ ещё на двенадцать серий.
Одним из главных отличий мультсериала от комикса стал шпинат. На страницах газет моряк Попай не использовал этот продукт, чтобы получать сверхсилу — ему вполне хватало волшебной курицы, приносившей удачу каждому, кто взъерошит её перья. Однако популярность мультфильмов намного превзошла печатный первоисточник, и шпинат стал неотъемлемой частью образа Попая. Было и ещё одно принципиальное отличие: Сегар, рисуя комикс, уделял много внимания развитию сюжета, в то время как Флейшер в своих мультфильмах ставил единственную привычную для себя задачу: рассмешить публику . Результат, однако, оказался превосходен: новый герой стал вторым после Бетти Буп реальным конкурентом Микки Мауса.
Ещё одним неизбежным следствием экранизации комиксов стало появление музыкальной темы и голоса моряка Попая. Заглавную песню, I’m Popeye the Sailor Man, написал Сэмми Лернер (англ. Sammy Lerner), а на озвучивание Попая пригласили Уильяма Костелло. Однако последний продержался всего год и был уволен, затем его место занимал как минимум ещё один человек, пока свой голос Попаю не подарил Джек Мерсер, первоначально работавший у Флейшера художником-фазовщиком.
В ноябре 1936 года Попай достиг вершины своей довоенной «карьеры». Снова опережая время Флейшер выпустил мультфильм Popeye the Sailor meets Sinbad the Sailor, занявший две катушки, то есть имевший не менее чем двойную продолжительность в сравнении с обычными. Уолт Дисней в это время только создавал свою «Белоснежку», и мало кто предполагал, что мультфильмы могут удерживать внимание публики столь долгое время. Однако новый фильм с Попаем рекламировался как основная часть киносеанса, в то время как сопровождавший его полнометражный фильм представлялся лишь дополнением. Следующий мультфильм двойной продолжительности, Popeye the Sailor Meets Ali Baba’s Forty Thieves, появился на экранах в ноябре 1937 года, опередив «Белоснежка и семь гномов» и всего на месяц, но всё-таки отстав от него на целую эпоху.
Появление на экранах Попая сопровождалось значительными технологическими улучшениями. Фильмы стали цветными, и хотя вначале Paramount считала добавление цвета ненужной и затратной операцией (в результате чего эксклюзивное право на Technicolor досталось Диснею), впоследствии Флейшер получил возможность и свои мультфильмы снимать в цвете. В 1934 году на экраны вышел новый сериал — Color Classic, который открывал мультфильм с участием Бетти Буп. Снятый по двуцветной технологии — Cinecolor (красный и синий) или двуцветный вариант Technicolor (красный и зелёный), он имел и другой недостаток: эти мультфильмы и по цвету, и по характеру стали ответом на диснеевский сериал Silly Symphonies, но для Флейшера сентиментальные сюжеты были несвойственны, и результат оказался плох и как оригинальные мультфильмы Флейшера, и как подражание Диснею.
Другой прорывной технологией стала «стереоптическая камера» (англ.  Stereoptical Camera) — устройство, позволявшее создавать трёхмерный фон. Макс Флейшер создал его совместно с Джоном Бёрксом. Оно представляло собой уменьшенную декорацию на вращающемся столе, над которой располагалась целлулоидная плёнка с изображением персонажа. Художник-мультипликатор мог поворачивать декорацию, согласуя её положение с перемещением персонажа, создавая постоянно меняющуюся перспективу. Наилучшим образом технология себя проявила в двух удлиненных мультфильмах о моряке Попае, однако в третьем, Popeye Meets Aladdin and His Wonderful Lamp, она не применялась. Дисней впоследствии использовал схожее устройство для создания псевдотрёхмерного изображения — многоплановую камеру.
В начале 1940-х годов сериал о моряке Попае продолжал привлекать публику. Чтобы освежить сюжет, Флейшер ввёл в него четырёх племянников Попая: Пепая (англ. Peep-eye), Пипая (англ. Pip-eye), Папая (англ. Pup-eye) и Пупая (англ. Poop-eye), имевших интересную особенность: реплики, которые они произносили, разбивались на четыре части, и каждый проговаривал только одну из частей. Но было очевидно, что новые персонажи появились по аналогии с тремя племянниками Дональда Дака — Хьюи, Дьюи и Луи.
Но конец сериала был предопределен: контракт с King Features Syndicate действовал ровно 10 лет, после чего все оригиналы и копии мультфильмов подлежали уничтожению. Этот момент наступил в 1942 году. От полного забвения их спасло отсутствие в контракте упоминания о телевидении, которое в 1930-е годы только начинало экспериментальные передачи и не попало в текст соглашения. Благодаря этому упущению классические мультфильмы Popeye the Sailor дожили до наших дней и получили своё продолжение в качестве телевизионных мультсериалов и видеофильмов.

## Забастовка наFleischer Studios
В апреле 1935 года среди работников Fleischer Studios распространилась листовка, призывавшая бороться за повышение зарплат и улучшение условий труда. Подписана она была ранее не известным профсоюзом Animated Motion Picture Workers Union. В качестве примера плохих условий приводился случай с аниматором Дэном Глассом, умершим от туберкулёза. Макс Флейшер, не получавший претензий со стороны своих сотрудников, посчитал угрозу несущественной, а о Глассе написал в корпоративной газете, рассказав об оказанной ему помощи: предоставлении отдыха на курорте полностью за счет компании. Также Гласс был первым, кто получил финансовую помощь из специально организованного фонда для нуждающихся работников.
Аниматоры, работавшие на студии с момента её основания, ощущали себя частью единой команды и не имели претензий к руководству. Макс, в свою очередь, на постоянной основе (раз в полгода) проводил повышение зарплат, безо всяких требований со стороны аниматоров. Однако расширение производства потребовало привлечь новых сотрудников, занявших низкооплачиваемые должности, именно они и стали основой для конфликта. После принятия в июле 1935 года закона Вагнера (англ. National Labor Relations Act), наделившего рабочих правом забастовки, атмосфера на студии стала накаляться. В 1937 году, на пике рабочего движения, к Максу Флейшеру пришла небольшая делегация работников, заявившая о требовании оплаты больничных, отпусков и сокращении рабочей недели до 45 часов. Макс, посчитав, что говорит с представителями меньшинства коллектива, требования не принял. Через месяц более сотни работников студии вступили в профзоюз Commercial Artists’ and Designers’ Union (CADU).
Представители CADU потребовали от Макса Флейшера невообразимые на тот момент уступки: двойную оплату сверхурочных и приём на работу только членов профсоюза. Макс в ответ заявил, что не признает за CADU право говорить от имени большинства работников студии. Непримиримые позиции сторон привели к забастовке. Она началась в пятницу, 7 мая 1937 года в 18:30, — по рабочему графику студии на это время приходилась вечерняя смена, введённая вместо утренней смены субботы. Забастовщики с плакатами блокировали вход в студию и даже устроили потасовку с аниматорами, желавшими войти в здание и работать. На место прибыла полиция, инцидент попал в газеты.
Забастовка продолжалась около полугода. Пикеты устраивались как у студии, так и у входа в отель, где жил Макс. Забастовщики приходили в кинотеатры, где демонстрировались мультфильмы Fleischer Studios, и требовали снять их с проката. Протестующих поддерживали все профсоюзы развлекательной индустрии, включая Американскую федерацию музыкантов (англ. American Federation of Musicians), в которой состояли Дейв и Лу Флейшеры — получалось, что они должны были бастовать сами против себя. Но отсутствие денег и упорство Макса Флейшера, отказывавшегося признавать CADU, заставило забастовщиков уменьшить требования, после чего они были приняты. Одним из главных результатов стало то, что в студии по-прежнему могли работать все желающие, независимо от их членства в CADU.

## Полнометражные мультфильмы
В тот же год, когда забастовка поразила Fleischer Studios, Уолт Дисней совершил очередную революцию: на экраны вышел полнометражный мультфильм «Белоснежка и семь гномов». Руководство Paramount, к которому Флейшер ранее обращался с подобным предложением, пересмотрело свою позицию и сделало заказ на цветной полнометражный мультфильм. Но производство такой кинокартины ставило перед студией ряд проблем.
Одной из главных было увеличение масштаба производства. Требовалось увеличить штат компании и, как следствие, изыскать дополнительные площади. Только что закончившаяся забастовка добавляла новый вопрос: не повторится ли ситуация после прибытия большого числа новых работников? Макс решил, что эти проблемы могут быть устранены переездом в Майами — единственное, кроме Нью-Йорка, место, где ему нравилось.
Власти штата Флорида, в то время малонаселённого и экономически слабо развитого, с энтузиазмом восприняли идею получить на своей территории мультипликационную студию мирового уровня. Флейшеру были предоставлены земли и значительные налоговые льготы. Он, со своей стороны, предложил своим сотрудникам полное возмещение расходов на переезд, а для дополнения штата студии открыл во Флориде две художественные школы с бесплатным обучением. Финансирование строительства нового здания и переезда обеспечивалось за счёт ссуды, выдаваемой Paramount под права на все созданные к этому моменту мультфильмы.
Сюжет для полнометражного мультфильма был позаимствован у Джонатана Свифта из его «Путешествий Гулливера». Paramount установила срок выпуска — Рождество 1939 года. Таким образом, на выполнение задачи отводилось всего 1,5 года, в то время как «Белоснежка» потребовала от Диснея четырёх лет напряжённого труда. Чтобы выиграть время, пришлось нанять 760 человек: 250 приехали из Нью-Йорка, 100 нашлись во Флориде, 300 подготовили организованные Максом школы, остальных переманили с Западного побережья: со студий Диснея, Лантца и других мультипликаторов — в том числе вернул ветеранов Fleischer Studios Грима Нэтвика, Джеймса Кулхейна и Эла Ойгстера, ранее перешедших работать к Диснею. Приток молодых художников сказался на качестве рисунка, заметно упавшем в сравнении с нью-йоркским периодом.
Также Макс Флейшер пытался ускорить процесс производства мультфильма технически. Одной из таких попыток было создание карандаша, грифель которого после прессования превращался в чернила, что позволяло обходиться без художника-контуровщика. Результат, однако, оказался неудовлетворительным. Более успешным стало другое, отдельное от основной работы изобретение: Макс придумал и построил часы, приводившиеся в действие энергией морских волн и приливов.
Но даже без инноваций «Путешествия Гулливера» вышли в срок: премьера состоялась в Майами 18 декабря 1939 года. На фильм был потрачен 1 миллион долларов против 3,5 миллионов диснеевской «Белоснежки» . Но дешевизна и скорость сказались на проработке: в то время как художники Диснея доводили картинку до совершенства, на студии Флейшера основной упор был на выпуск мультфильма в установленные сроки, работа велась в спешке и сверхурочно. Сценарий оказался жертвой как нехватки времени, так и недостатка опыта: книга Свифта подверглась значительному редактированию, исчезли сатира и важные эпизоды, характеры персонажей не получили должной глубины — в точности как герои наполненных гэгами короткометражек, а действие оказалось местами излишне затянутым. В музыкальном плане фильм также проигрывал «Белоснежке»: предложенные Paramount в качестве основных композиторов Лео Робин и Ральф Рэйнджер со своей задачей — создать череду ярких песен — не справились. Самой популярной, ставшей впоследствии музыкой для многих мультфильмов Paramount, оказалась песня «It’s a Hap-Hap-Happy Day», написанная собственным композитором студии Сэмми Тимбергом. Ещё одним неблагоприятным фактором оказалась Вторая мировая война, разразившаяся за 3,5 месяца до премьеры и закрывшая фильму европейский рынок.
Надежды выпустить настоящий блокбастер не оправдались. Но «Путешествия Гулливера» в целом оказались коммерчески успешным проектом. В подтверждение этому Paramount немедленно заказала выпуск ещё одного полнометражного мультфильма — Mister Bug Goes to Town.
На этот раз в основу фильма лег оригинальный сюжет о жизни насекомых. Но, как и в случае с «Путешествиями Гулливера», сценарий оказался плох. Зрители не ощущали сопричастности к происходящему на экране и могли заранее угадать, что все злодеи будут повержены, а главные герои станут жить долго и счастливо. Не лучшим оказался и выбор персонажей: жуки и мухи, даже антропоморфные, не вызывали сильного восторга у зрителей. И опять свой вклад в результаты проката внесла ситуация в мире: Mister Bug Goes to Town попал в кинотеатры всего за два дня до бомбардировки Пёрл-Харбора. Новый фильм оказался неудачей и привел к тому, что Paramount охладела к полнометражным мультфильмам.

## Супермен
Но даже работы над полнометражным мультфильмом было недостаточно, чтобы занять всех сотрудников разросшейся студии. Сериал Betty Boop в 1939 году прекратил существование, и в дополнение к мультфильмам о моряке Попае и музыкальному сериалу Screen Songs требовались новые идеи. Частично пустующее место заполнили короткие мультфильмы с участием персонажей «Путешествий Гулливера», к ним добавился сериал Stone Age Cartoons, обыгрывающий использование современных предметов в каменном веке. Также на экраны вышли фильмы на двух катушках: Raggedy Ann and Raggedy Andy, основанные на комиксах Джонни Груэла, и The Raven по известной поэме Эдгара Алана По. Последние две ленты заметно отличались по качеству и популярности: если история тряпичных кукол была отлично реализована и вызвала большой интерес, то переложение «Ворона» получилось скучным и невнятным.
Что снимать дальше, решила компания Paramount. Её представитель предложил экранизировать комиксы о Супермене писателя Джерри Сигела и художника Джо Шустера. Макс Флейшер, учитывая сложность воспроизведения реалистичных картин с участием людей, отказался. Но заказчик настаивал и потребовал назвать цену. Тогда Дейв Флейшер запросил 100 000 долларов за катушку — в четыре раза больше, чем за обычные мультфильмы — желая вынудить Paramount отступиться. Но получил согласие.
Превосходное финансирование позволило по-новому организовать работу над сериалом. Каждый новый мультфильм планировался заранее, без спешки. Персонажи комиксов воспроизводились на целлулоиде с небывалой точностью. Мелочам, вроде правильного освещения и теней, фоновому действию и перспективе, уделялось пристальное внимание. Для создания спецэффектов использовались ротоскопирование, двойная экспозиция, специальная краска и кисти. В результате получился самый совершенный мультфильм из всех, что выпускались Fleischer Studios. Казалось, моряк Попай и Супермен обеспечивают компании многолетнее процветание, но в реальности всё оказалось наоборот.

## КонецFleischer Studios
После переезда в Майами отношения между братьями Флейшерами стали заметно хуже. И раньше недолюбливавший страсть Дейва к женщинам и азартным играм, теперь Макс перестал даже говорить с братом. Причина была понятна: Дейв, увлечённый собственной секретаршей, бросил семью и детей. Этого строгий моралист Макс простить не мог. Со своей стороны, Дейв завидовал известности Макса, заметно превосходившей его собственную. Личные отношения оказали влияние и на деловые: Дейв стал перечить Максу в вопросах производства мультфильмов, а Макс не желал уступать. 2 мая 1940 года состоялось официальное разделение полномочий братьев: Макс получал последнее слово в вопросах бизнеса, а Дейв — в вопросах производства. Но как показало время, это мало что меняло. Вражда братьев не влияла на функционирование студии: мультфильмы выпускались вовремя и в пределах бюджета. Удар был нанесён с другой стороны.
29 мая 1941 года адвокат привёз Максу Флейшеру новый контракт с Paramount. Фактически, это был ультиматум: Fleischer Studios переходит под контроль Paramount или объявляет о банкротстве, так как следующий платёж со стороны заказчика произведён не будет. Более того, даже согласие на эти условия означает конец компании в том виде, в котором её создал Макс: далее она будет действовать под названием Famous Studios. Новый хозяин получает всё: недвижимость, сотрудников, патенты, включая оформленные лично на Макса, — а взамен берёт бывших владельцев в качестве обычных наёмных работников. Причин такого решения никто так и не назвал. Макс отправил контракт брату и через пять минут получил его подписанным. После этого он сам также его подписал.
Иного выхода у Флейшера не было. Под угрозой оказывались 760 человек, работавших в этот момент на студии и репутация Макса, которую после банкротства вряд ли удалось восстановить. С практической точки зрения почти ничего не изменилось: работа продолжалась в прежнем режиме, и в сентябре 1941 года состоялся дебют на экранах Супермена, а также выход полнометражного мультфильма Mister Bug Goes to Town. Однако 21 ноября 1941 года, отправившись в Голливуд для записи музыки, Дейв уже не вернулся в Майами и письмом заявил о своём увольнении. А в 28 декабря того же года руководство Paramount уволило и Макса.
Макс Флейшер имел возможность отстоять свои права в суде, но этому помешали личные обстоятельства. Paramount недвусмысленно намекнула, что попытки предъявлять претензии отразятся на Сеймуре Кейтеле, муже дочери Флейшера — Рут. Он оставался работником студии и недавно перенёс сердечный приступ. Взвесив все «за» и «против», Макс отказался от борьбы.
В мае 1943 года бывшая студия Флейшера возвратилась в Нью-Йорк, в прежние помещения на Бродвее, 1600, и окончательно сменила вывеску на Famous Studios.

## Дальнейшая карьера
Потеряв компанию, Макс Флейшер занял пост главы департамента анимации в детройтской кинокомпании Jam Handy Organization, занимавшейся созданием промышленных фильмов. Он контролировал выпуск обучающих фильмов для армии и флота, занимался исследованиями по заданию военных ведомств. Вместе с Флейшером в производство пришёл новый принцип: обучающие фильмы должны быть интересными. Этот подход привёл как к художественным, так и техническим изменениям: для сценаристов компании Макс подготовил 34-страничную инструкцию, объясняющую теорию и практику создания анимационных фильмов, а в производство внедрил несколько новшеств, оформленных серией патентов. В 1944 году он также сумел реализовать игровой анимационный проект — рождественский мультфильм Rudolph the Red-nosed Reindeer, основанный на сказке Роберта Мэя (англ. Robert L. May).
Однако узкая специализация компании не соответствовала ни возможностям, ни желаниям Флейшера. Вскоре он вернулся на постоянное жительство в Нью-Йорк, и в Детройт приезжал по рабочим делам. В Нью-Йорке он читал лекции в университетах и школах, подготовил обучающий курс анимации, распространяемый по почте, а 1953 году уволился из Jam Handy Organization и заключил контракт с Bray Studios, в которой работал в самом начале карьеры.
Новое сотрудничество с Джоном Рэндолфом Бреем началось 2 марта 1953 года. Флейшер возглавил созданный Bray-Fleischer Division и в течение следующих нескольких лет занимался технологией трёхмерного кинематографа, о которой впервые задумался ещё во время работы в Jam Handy Organization. Однако видимых результатов эта работа не дала.
4 января 1956 года состоялась историческая встреча: Макс Флейшера принял на своей студии Уолт Дисней. Здесь работали многие аниматоры, начинавшие карьеру у Флейшера, и встреча превратилась в собрание старых знакомых, вспоминающих прежние дни.
В 1956 году Макс Флейшер познакомился с адвокатом Стенли Хэндменом, давним поклонником его творчества. Флейшер рассказал Хэндмену историю отношений с Paramount, а также упомянул тот факт, что после его увольнения все бумаги, деловые и личные, были сожжены по приказу нового руководства. Адвокат подтвердил, что в отсутствие доказательств суд не примет сторону Флейшера. В следующую встречу Макс поделился другой бедой: Paramount продавала старые мультфильмы Флейшера телевизионным компаниям, перемонтируя и вырезая из титров имя продюсера — Макса Флейшера. Этот факт был неприятен, но, казалось, несущественен с юридической точки зрения, однако Хэндмен увидел в нём зацепку. Согласно Бернской конвенции, за автором закреплялось право на имя и контроль за всеми изменениями своего творения, и именно этот принцип нарушала Paramount. Проблемой было то, что Соединённые Штаты на тот момент к конвенции не приоединились (это произошло только в 1989 году), однако Хэндмен убедил Флейшера подать иск против бывшего работодателя. В апреле 1956 года Макс вновь открыл Fleischer Studios, а Хэндмен направил иск в суд.
Предварительные слушания продолжались с 1956 по 1961 год. Флейшер с помощниками просматривал мультфильмы Fleischer Studios, транслировавшиеся на нескольких телевизионных каналах, и подробно документировал нарушения. Сумма, которую он решил запросить с Paramount, составила 2 750 000 долларов. Особые надежды были на то, что в ходе разбирательств, а также во время слушаний другого иска к Paramount, поданного в 1957 году Дэйвом Флейшером (где Макс неожиданно выступал в качестве соответчика), всплывут новые подробности, которые усилят позиции Макса. Однако всё кончилось ничем: дело так и не дошло до рассмотрения по существу и было прекращено по требованию адвокатов Paramount в связи истечением срока предварительного разбирательства.
В январе 1958 году Флейшер возродил студию Out of the Inkwell Films. С идеей вновь начать выпуск мультфильмов о клоуне Коко к нему обратился его бывший аниматор Хэл Сигер. Сигер и Флейшер становились в компании партнёрами, причём Макс занимал должность консультанта. Студия брала обязательство подготовить для телевидения 100 цветных мультфильмов, в которых Макс вновь играл вживую, предваряя приключения обновлённого главного героя и нескольких новых персонажей. Сериал Out of the Inkwell выходил в 1960—1961 годах, но особой популярности не снискал. В конце концов, Out of the Inkwell Films вновь была закрыта 3 декабря 1964 года.

## Последние годы
Новая череда неудач принесла не только душевные муки, проблемы со здоровьем и крушение надежд, но и привела к полному разорению семьи Флейшеров. Судебные разбирательства отнимали немало средств, был продан дом в Майами и роскошный лимузин, кончились сбережения — и только помощь родных, сначала зятя Сеймура Кейтеля, а затем сына Ричарда Флейшера — позволили Флейшеру не превратиться в нищего.
Светлой полосой стало лишь возобновление прав на Бетти Буп: это позволило сделать принятое конгрессом уточнение к закону об авторских правах. Однако несмотря на сохранившуюся популярность персонажа, довести многочисленные предложения до заключения контракта долгое время не удавалось. . Fleischer Studios вновь стала процветающей компанией только после смерти своего основателя: King Features Syndicate заинтересовалась Бетти Буп и превратила её в прибыльный бренд.
Душевные и физические усилия, вложенные в иск против Paramount, оказались выше возможностей Флейшера. Не признав поражения, он продолжал одержимо искать способы отстоять свою правоту. Вместе с мужем страдали и его жена, которая начала говорить о самоубийстве и пугать родных истерическими припадками. В конце концов, в 1967 году Флейшер вместе с женой переехал в дом престарелых для работников киноиндустрии Motion Picture Country House. Здесь можно было продолжать работать над бумагами, пока жена занималась садом, но годы брали своё и сознание Флейшера угасало. Его сердце остановилось 11 сентября 1972 года.

## Семья
- Сын, Ричард Флейшер (1916—2006) — кинорежиссёр, начал карьеру в кино в 1940-х. На пенсии занимался выпуском продукции, связанной с Бетти Буп[113].
- Внук, Том Кнейтель — основатель и главный редактор журнала Popular Communications[114].

## Работы

### Фильмография
Список составлен по данным сайта AllMovie.
| Год  | Название                     | Категория                      | Должность          |
| ---- | ---------------------------- | ------------------------------ | ------------------ |
| 1919 | The Tantalizing Fly          | анимированный короткометражный | режиссёр           |
| 1922 | Bubbles                      | анимированный короткометражный | режиссёр           |
| 1923 | Einstein Theory              | анимированный короткометражный | режиссёр, аниматор |
| 1939 | Аладдин и его чудесная лампа | анимированный короткометражный | режиссёр           |

## Комментарии
1. ↑  Англоязычные источники: Леонард Малтин (англ. Leonard Maltin), Чарльз Соломон (англ. Charles Solomon) и другие — указывают в качестве места рождения Вену, Австрия. Однако Марк Лагер (нем. Mark Lager) в своей статье ссылается на свидетельство о рождении, кроме прочего, оформленное на польском языке.